# Enicospilus sliochus
Enicospilus sliochus là một loài tò vò trong họ Ichneumonidae.